# ギリシャ国家社会主義党
ギリシャ国家社会主義党（ギリシャこっかしゃかいしゅぎとう、ギリシア語: Ελληνικό Εθνικό Σοσιαλιστικό Κόμμα、Elliniko Ethniko Sosialistiko Komma、英語: Greek National Socialist Party）は、1932年から1943年まで存在したギリシャの政党。

## 歴史

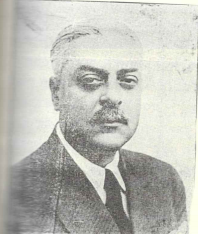
ゲオルギオス・メルクリス

ギリシャ国家社会主義党はギリシャ第二共和政での1932年2月にゲオルギオス・メルクリスによって結成された時点では、ギリシャ国民連合、鉄の平和などを含む同国の極右集団の1つであった。しかし最も熱烈にアドルフ・ヒトラーを支持し、組織的および政治的な主張で国家社会主義ドイツ労働者党の模倣を試みた。
以前はイタリアのファシストである労働組合に共感していたメルクリスが去った後、同党は連立政府の必要性をめぐってパナギス・ツァルダリスやギリシャ大衆党（ポピュリスト党）から別れた。メルクリスはガレアッツォ・チャーノとの連絡を通じ、イタリア王国からの新しいグループへの投資を得たが、彼らはその政党に権力獲得の位置を得られるか確信が持てなかったため、断念した。
同党自身はイタリアのファシズムに幅広く適合したが、メルクリス自身と彼の一部の支持者はよりドイツのモデル（ナチズム）に傾倒した。ドイツによるギリシャの占領の期間中、メルクリスはしばしばコーポラティストの政府による仲介人のような役目を果たした。影響力を得ようとしたが、ドイツ側は大衆の支持が欠落していると考えた。